# ميس مستقيم الشوك
ميس مستقيم الشوك (الاسم العلمي:Celtis orthocanthos) هو نوع نباتي يتبع جنس الميس من فصيلة القنبية.